# Exército Equatoriano
O Exército Equatoriano, também chamado Forças Terrestres do Equador, é um dos ramos das Forças Armadas do Equador. 

## História
A história das Forças Armadas Equatorianas pode ser traçada para 1531, com a guerra civil no Império Inca, na vitória das tropas de Atahualpa contra as tropas de Huascar, em Riobamba. Porém, Atahualpa foi derrotado um ano depois, por conquistadores espanhóis na Batalha de Cajamarca. Trezentos anos depois, o Equador lutou contra a Espanha por sua independência, que culminou na Batalha de Pichincha, em 24 de Maio de 1822. Após essa vitória, os equatorianos se uniram as forças da Grã-Colômbia, na qual lutaram contra os espanhóis para a liberação do Peru, entre 1822 e 1825, e entre 1828 e 1829, os equatorianos se encontravam em meio a um conflito entre a Grã-Colômbia e o Peru, ao longo da fronteira. Após uma longa campanha, sobre o comando do Marechal Sucre e o General Juan José Flores, acabaram vitoriosos. O tratado de 1829 fixou a fronteira entre o Equador e o Vice-Reino do Peru. Em 1859, a nação chegou ao ponto de anarquia, levando a guerra civil e a intervenção peruana no Equador, resultando em perdas territoriais para o Equador. O conflito voltaria a acontecer em 1941, com mais perdas territoriais após invasão do Peru. Escaramuças na fronteira com o Peru continuaram até 1981, quando a Guerra do Paquisha, terminando com a vitória peruana e tomada do território disputado. Em 1995, os equatorianos entraram em combate com os peruanos pela ultima vez, na Guerra do Cenepa, que culminou em um cessar fogo e no Tratado do Rio de Janeiro, que traçou a fronteira entre Equador e Peru. 

## Missão e Objetivos
A missão do Exército Equatoriano é desenvolver o poder territorial, em ordem de cumprir seus objetivos constitucionais , garantindo a integridade e soberania do território equatoriano e contribuir para a segurança e desenvolvimento da nação. Seus objetivos são:
- Defender o território nacional, como parte de força conjunta a Força Aérea e Marinha Equatorianas;
- Representar a forte imagem das Forças Armadas Equatorianas, tanto em plano nacional, quanto em plano internacional;
- Tomar parte nas atividades e suporte no desenvolvimento do Equador e cooperação em tempos de crise;
- Tomar parte em operações de pacificação e operações internacionais de segurança;
- Chegar e manter o alto nível operacional das forças terrestres;
- Representar, implementar e integrar a instituição, com um sistema operacional;
- Garantir a disposição de pessoal militar preparado, em ordem de cumprir quaisquer missões designadas;
- Liderar a pesquisa e desenvolvimento na área de defesa nacional;
- Executar corretamente todos os procedimentos administrativos para mantimento da instituição.

## Estrutura

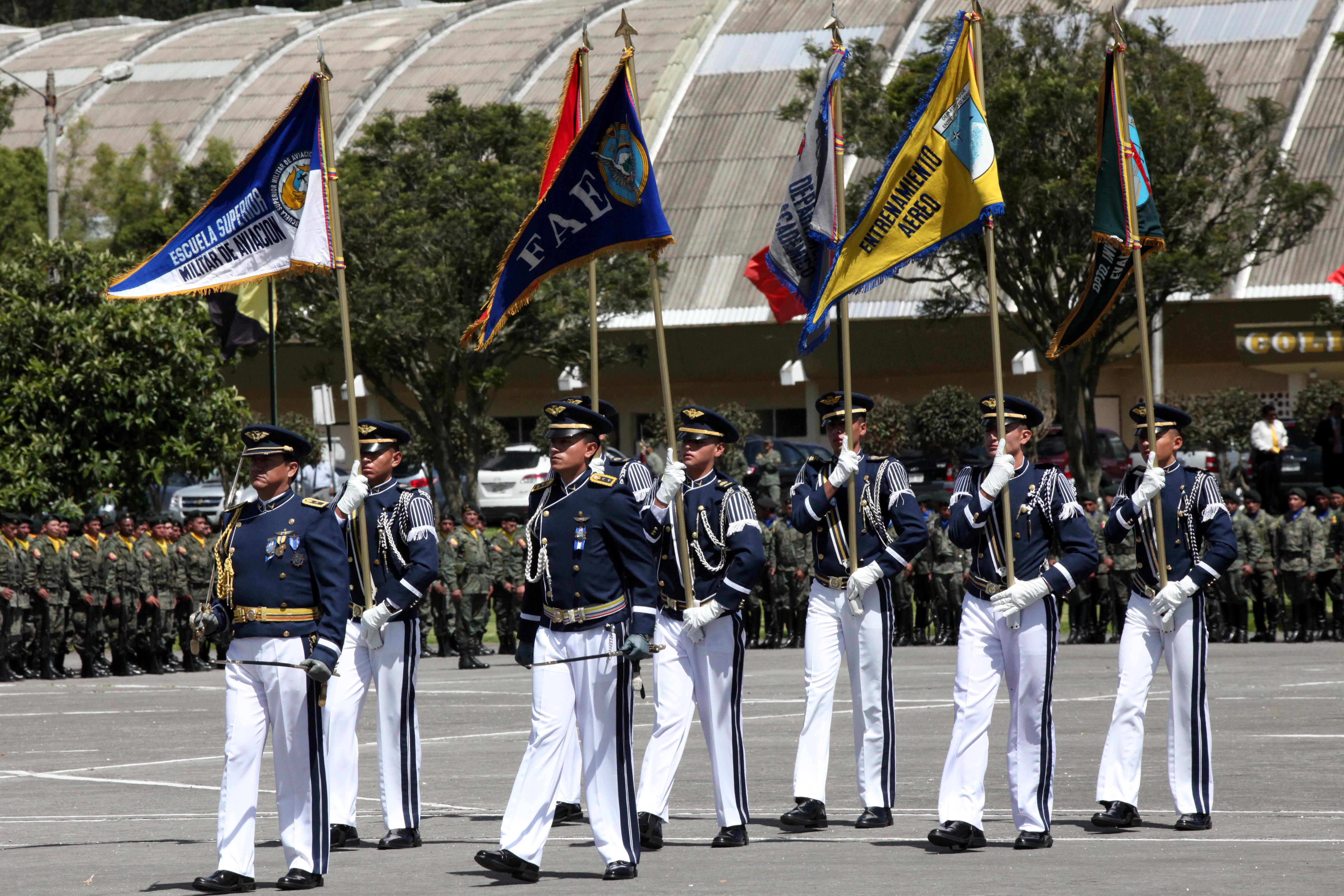
Militares equatorianos.

Em 1989, o Exército Equatoriano contava com 40.000 militares. Em 2003, o exército foi estruturado em quatro divisões independentes, com o total de 25 batalhões de infantaria. Estes batalhões eram integrados a brigadas, numeradas entre 1 e 27. Todas estas brigadas contavam com uma companhia de forças especiais e engenharia, ou ao menos uma de comunicações e logística. Em 2008, o exército, em conjunto com a Força Aérea e a Marinha, iniciou um projeto de modernização de sua estrutura, baseado no sistema de comandos operacionais das Forças Armadas dos Estados Unidos, programa este, chamado de PATRIA I.  

### Organização
Em novembro de 2004, a ordem de batalha do Exército Equatoriano era a seguinte;
- Comando Geral do Exército - QG Quito
  - Comando e Estado Maior do Exército
  - Grupo Escolta Presidencial "Granadeiros de Tarqui"
  - Grupo Especial de Operações (GEO)
  - Batalhão de Comunicações 1 "Rumiñahui" (BEC-1)
  - Batalhão de Polícia Militar Ministerial (BPMM)
  - Comando de Apoio Logístico Eletrônico (CALE)
  - Batalhão de Honra e Cerimonial Militar "Libertadores" (BHCM)
  - Brigada de Aviação do Exército Nº 15 "Paquisha" (BAE) - San Rafael, Quito
  - Comando de Engenheiros Nº 23 "Cenepa" (23-CING) - Quito
  - Brigada de Apoio Logistico Nº 25 "Reino de Quito" (25-BAL) - Quito
- Primeira Divisão do Exército (I-DE) "Shryis" - QG Quito
  - Comando e Estado Maior do I-DE
  - Brigada de Infantaria Nº 13 "Pichincha" (13-BI) - Macachi
  - Brigada de Forças Especiais Nº 9 "Patria" (9-BFE) - Latacunga
  - Brigada de Cavalaria Blindada Nº 11 "Galápagos" (11-BCB) - Riobamba
  - Brigada de Infantaria (Reserva) "Puruhuaes"
  - Brigada de Infantaria (Reserva) "Cañari"
- Segunda Divisão do Exército (II-DE) "Libertad" - QG Guyaquil
  - Comando e Estado Maior do II-DE
  - Agrupamento de Artilharia
  - Batalhão de Apoio Logistico Nº 74 "Huancavilca" (BAL-74)
  - Brigada de Infantaria Nº 5 "Guayas" (5-BI) - Guyaquil
  - Brigada de Infantaria (Reserva) "Guyaquil"
  - Brigada de Infantaria (Reserva) "Esmeraldas"
- Terceira Divisão do Exército (III-DE) "Tarqui" - QG Cuenca
  - Comando e Estado Maior do III-DE
  - Brigada de Infantaria Nº 1 "El Oro" (1-BI) - Machala
  - Brigada de Infantaria Nº 3 "Portete" (3-BI) - Cuenca
  - Brigada de Infantaria Nº 7 "Loja" (7-BI) - Loja
  - Brigada de Artilharia Nº 27 "Bolivar" (27-BA)
  - Brigada de Infantaria (Reserva) "Machala"
  - Brigada de Infantaria (Reserva) "Villonaco"
- Quarta Divisão do Exército (IV-DE) "Amazonas" - QG Atuntaqui
  - Comando e Estado Maior do IV-DE - Shell Mera
  - Brigada de Selva Nº 17 "Pastasa" (17-BS) - Shell Mera
  - Brigada de Selva Nº 19 "Napo" (19-BS) - Coca
  - Brigada de Selva Nº 21 "Cóndor" (21-BS) - Patuca

### Aviação do Exército
A aviação do Exército Equatoriano foi criada em 1954 com o nome de Serviço Aéreo do Exército (SAE). A arma foi renomeada como Aviação do Exército Equatoriano (AEE) em 1978. Em 198, todos os elementos de aviação foram concentrados em uma brigada de aviação, transformando a aviação do exército em uma brigada operacional. Em honra ao serviço da aviação do exército na Guerra do Paquisha, a brigada foi nomeada como Brigada de Aviação do Exército Nº 15 "Paquisha" (BAE) em 1º de julho de 1987. Em 1996, o BAE ganhou o status de arma do exército, devido a seu papel vital nas operações da Guerra do Cenepa, em 1995. 

### Forças Especiais
O Exército Equatoriano conta com varias unidade de operações especiais.
- 9º Brigada de Forças Especiais "Patria" (9-BFE). Esta brigada consiste de paraquedistas, especializados em ações de comandos, salto livre operacional, guerra de montanha, mergulho de combate, atiradores especiais e canil.
- Grupo Escola de Comandos (GEK-9). Esta unidade é responsável por treinar militares para a 9ª Brigada de Forças Especiais.
- Grupo Especial de Operações (GEO). Esta unidade tem como missão o contra-terrorismo. Formada em 1985, treinou com o SEALS da Marinha Americana e a SAS britânica.
- Brigadas de Selva Nº 17, 19 e 21, especializadas em guerra na selva.
- Batalhão "Iwia" Nº 60. Esta unidade é especializada em operações especiais em selva, com militares provindo de tribos equatorianas, como os Shuares, Záparos, Kichwas e Achuares.
- Escola "Iwia". Esta unidade é responsável por treinar militares para combate na selva e contra-insurgência.
- Destacamentos de Fuzileiros Fluviais. Três batalhões de 550 militares cada. Estas unidades são treinadas em operações especiais.

## Equipamentos

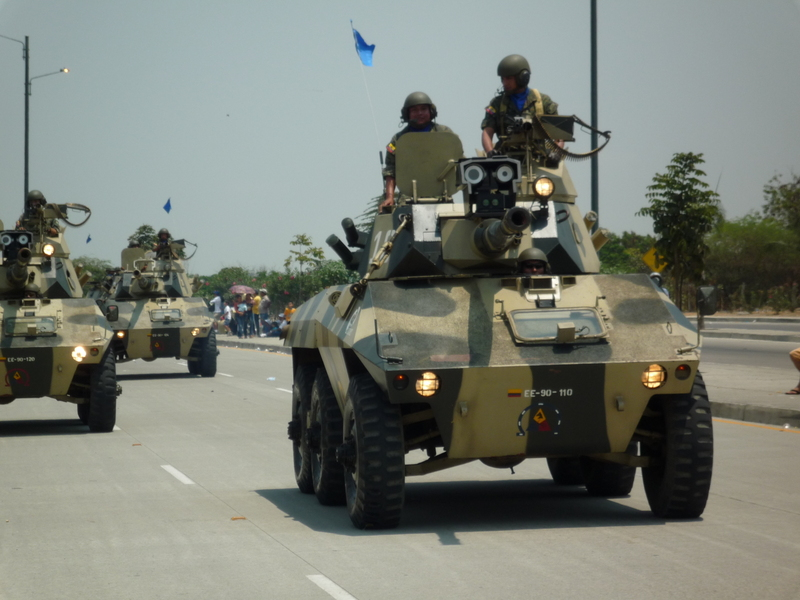
Blindados EE-9 Cascavel equatorianos.

Historicamente, o Exército dependia de uma ampla variedade de provedores estrangeiros para todas suas necessidades de equipamentos. Somente na década de 80 começou a desenvolver uma modesta indústria bélica nacional, já que a Direção de Indústrias do Exército fabricava munições para fuzis, uniformes, coturnos e outros equipamentos. Atualmente, o equipamento do Exército é majoritariamente de origem ocidental. 